# Troublemaker (canción de Triumph)
«Troublemaker» —en español: «Alborotador»— es una canción de hard rock escrita por Gil Moore, Mike Levine y Mladen.  Se presentó por primera vez como el segundo tema del disco Edge of Excess, publicado por Virgin Records y Victory Records en Canadá y EUA respectivamente en 1992.

## Publicación y recepción
En 1992, esta pista se lanzó como sencillo de Edge of Excess para promocionar a este último.  Al igual que con su antecesor, «Troublemaker» se lanzó en formato de disco compacto y sólo enlistaba la canción homónima.
A pesar de ser el primer sencillo de Edge of Excess y contar con cierta promoción, no entró en los listados de popularidad, tanto en Canadá como en Estados Unidos.

## En la cultura popular
«Troublemaker» apareció en la banda sonora de la película de terror Hellraiser III: Hell on Earth de 1992.

## Lista de canciones
| N.º | Título         | Escritor(es)                     | Duración |  |
| 1.  | «Troublemaker» | Gil Moore / Mike Levine / Mladen | 4:06     |  |

## Créditos

### Triumph
- Gil Moore — voz principal, batería y coros
- Mike Levine — bajo y coros
- Phil Xenidis — guitarra

### Personal de producción
- Mike Levine — productor
- Noel Golden — productor